# Liste des maires du 4e arrondissement de Paris
Cet article liste les maires du 4e arrondissement de Paris de 1860 à 2020. À partir de cette date, les quatre premiers arrondissements de Paris sont réunis en un secteur unique, Paris Centre.

## Liste
| Portrait | Portrait | Nom                              | Mandat                                       | Appartenance politique          | Qualité                                                           |
| -------- | -------- | -------------------------------- | -------------------------------------------- | ------------------------------- | ----------------------------------------------------------------- |
|          |          | Jean-Baptiste Drouin             | 19 décembre 1859 – 1868                      |                                 | Marchand de couleurs Député (1871-1876)                           |
|          |          | Paul Lemaitre                    | octobre 1868 – 1870                          |                                 | Notaire                                                           |
|          |          | Louis Greppo                     | 4 septembre – 31 octobre 1870,               | futur UR                        | Député (1848-1851, 1871-1885)                                     |
|          |          | Joseph Vautrain                  | 5 novembre 1870 – 1871                       | Républicain futur Centre gauche | Avocat Député (1872-1876)                                         |
|          |          | Jules-Pierre-Eléonor Girette     | 31 juillet 1871 – septembre ou octobre 1872, |                                 | Maire de Dugny (1874-1876)                                        |
|          |          | Louis-Joseph Vuillet             | octobre 1872 – 1877                          |                                 |                                                                   |
|          |          | Félix Delpire (d)                | 4 août 1877 – 1879                           |                                 | Avocat Maire du 11e arrondissement (1871-1874)                    |
|          |          | Joseph Prudhomme (ou Prud'homme) | 28 février 1879 – 1882                       |                                 |                                                                   |
|          |          | Simon-Alphonse Gueit-Dessus      | juillet 1882, – 1892                         |                                 |                                                                   |
|          |          | Auguste Failliot                 | 19 avril 1892 – janvier 1901                 | futur UR puis GD                | Industriel fabricant de papier Député (1902-1919)                 |
|          |          | Paul Georges Fabre               | 2 février 1901 – 1906                        |                                 |                                                                   |
|          |          | Jean Alfred Dardanne             | 1906 – 1914                                  |                                 | Pharmacien Maire honoraire (1915)                                 |
|          |          | Georges-Auguste-Ignace Callé     | 19 octobre 1914 – mai 1925                   |                                 | Négociant                                                         |
|          |          | François Louis Émile Baube       | 20 juillet 1925 – 1932                       |                                 | Ingénieur, fabricant d'huiles essentielles Maire honoraire (1932) |
|          |          | Michel Dennery                   | 24 septembre 1932 – 1941                     |                                 | Représentant de fabriques                                         |
|          |          | François-Nicolas Vogein          | 17 juin 1941 – 1944                          |                                 | Pharmacien                                                        |
|          |          | Jean Mouly                       | septembre 1944 – 1959                        |                                 |                                                                   |
|          |          | Pierre Calmon                    | 1955 – 18 février 1969                       |                                 | Maire honoraire (1969)                                            |
|          |          | Georges Théolierre               | 18 février 1969 – 1977                       |                                 |                                                                   |
|          |          |                                  |                                              |                                 |                                                                   |
|          |          | Officier municipal délégué       | 1977 – 1983                                  |                                 |                                                                   |
|          |          | Pierre-Charles Krieg             | 13 mars 1983 – 14 juin 1997                  | RPR                             | Avocat                                                            |
|          |          | Lucien Finel                     | 14 juin 1997 – 2001                          | UDF                             | Résistant Journaliste                                             |
|          |          | Dominique Bertinotti             | 2 avril 2001 – 2 juillet 2012                | PS                              | Historienne                                                       |
|          |          | Christophe Girard                | 2 juillet 2012 – 23 novembre 2017            | PS                              |                                                                   |
|          |          | Ariel Weil                       | 23 novembre 2017 – 11 juillet 2020           | PS                              |                                                                   |